# Eridania Planitia
Eridania Planitia est une plaine basse (planitia) située dans l'hémisphère sud de la planète Mars, à l'est d'Hellas Planitia et au sud du cratère Gusev. Elle occupe la partie nord-ouest du quadrangle d'Eridania.